# Artemisina plumosa
Artemisina plumosa är en svampdjursart som beskrevs av Jörn Hentschel 1914. Artemisina plumosa ingår i släktet Artemisina och familjen Microcionidae. Utöver nominatformen finns också underarten A. p. lipochela.